# Nuriddin Davronov
Nuriddin Davronov (Dušanbe, 16 gennaio 1991) è un calciatore tagiko, difensore dell'Istiklol.

## Palmarès

### Club

#### Competizioni nazionali
- Coppa del Tagikistan: 4

Istiklol: 2009, 2010, 2011, 2014
- Vysšaja Liga (Tagikistan): 1

Istiklol: 2010, 2011, 2014, 2015
- Supercoppa del Tagikistan: 6

Istiklol: 2010, 2011, 2012, 2014, 2015, 2016

### Competizioni internazionali
- Coppa del Presidente dell'AFC: 1

Istiklol: 2012